# Vojaški red
Vojaški ali viteški redovi so redovniške skupnosti, ki so nastale v času križarskih vojn in so v svojih  ustanovah povezovale pravila redovniškega življenja in viteštva.

## Nastanek vojaških redov
Pripadniki prvih vojaških redov, ki so nastali v Sveti deželi,  so prvotno negovali bolnike in  ranjence in skrbeli za romarje, njihova glavna naloga pa je kmalu postala vojskovanje proti »krivovercem«: muslimanom (rekonkvista), heretikom (albižanom v južni Franciji), poganom  (v Prusiji in Litvi) ter obramba Svete dežele. Pripadniki redov so bili izključno katoliški kristjani, tesno povezani s papežem.
O ustanoviteljih vojaških redov je malo povsem zanesljivih podatkov. Okoli njih so se kasneje spletle številne legende, prav gotovo pa niso bili posebno pomembne osebnosti. Prvi bratje iz vojaških redov so bili večinoma iz vrst nižjega plemstva, vitezi in bogati kmetje. Resnično bogatih in zelo vplivnih je bilo izredno malo. V vojaške redove so sprejemali tudi ženske, čeprav so redovna pravila to prepovedovala. Bratje so namreč kmalu ugotovili, da si ne morejo privoščiti zavračanja vplivnih donatoric s tem, da jih ne sprejmejo med svoje članstvo. Kakorkoli že, število žensk in njihov vpliv na razvoj vojaških redov je bil vsekakor majhen.

### Templjarji
Prvi vojaški red so bili templjarji. Po pričevanju nadškofa Viljema iz Tira je red ustanovil Hugo Paynski oziroma skupina vitezov, ki je prišla okrog leta 1119 na romanje v Jeruzalem. Vitezi so se zaobljubili, da bodo živeli v revščini, devištvu in pokorščini. Njihov prvi poveljnik je bil patriarh Warmund Jeruzalemski, njihova prva naloga pa varovanje romarskih poti. Bratje so dobili nekaj zemlje ob Gospodovem templju na Tempeljskem griču v Jeruzalemu, tik ob  bivši mošeji mošeji Al-Aqsa. Latinski kristjani so bili zmotno prepričani, da je mošeja Al-Aqsa del Salomonovega templja, zato so kmalu postali znani kot vitezi Salomonovega templja. Nadimek »templjarji« so dobili po letu 1140. Viljem iz Tira pravi, da je imel red devet let po ustanovitvi komaj devet bratov.
Leta 1128 je nekaj bratov odšlo v Evropo na cerkveni zbor v Troyesu (severovzhodna Francija), da bi pri papežu dosegli odobritev njihovega reda. Januarja 1129 so odobritev dosegli in dobili uradni naziv "Red siromašnih vitezov Kristusa in Salomonovega templja". Red je kmalu postal zelo priljubljen, zato je kmalu dobil številne bogate donatorje iz zahodne Evrope in številne nove člane.

### Malteški vitezi
Malteški vitezi (tudi Ivanovci ali Hospitalci), so v Jeruzalemu zgradili bolnišnico svetega Janeza Jeruzalemskega že pred prvo križarsko vojno in v njej poleg ranjenih in obolelih vitezov skrbeli tudi za obolele romarje. V 1130. letih je viteški red začel najemati vojake, ki so romarje branili pred oboroženimi razbojniki, po letu 1136 pa so pred muslimani branili tudi del meje Jeruzalemskega kraljestva. Kdaj in kako so Ivanovci postali vojaški red, še vedno ni popolnoma jasno, to pa se je zgodilo najkasneje okoli 1160, ker so se takrat že udeležili vojaškega pohoda na Egipt.

### Tevtonski viteški red
Tevtonski viteški red (tudi Nemški viteški red ali Križarji), so med tretjo križarsko vojno leta 1190 ali 1191 ustanovili svojo bolnišnico v Akonu. Vojaški red tevtonskih vitezov so postali leta 1198. Njihovo polno ime se je glasilo »Tevtonski vitezi bolnišnice svete Marije Jeruzalemske«. Za njihov razvoj so velikodušno skrbeli nemški cesarji iz dinastije Staufen, zato niso bili nikoli tako ubogi kot templjarji in hospitalci. Po letu 1230 so bili tevtonci v prvih bojnih vrstah pri pokristjanjevanju Prusije in Baltskih držav.

### Drugi vojaški redovi
Kasneje so ustanovili še več drugih redov, na primer Red svetega Lazarja in angleški Red svetega Tomaža iz Akona, vendar noben red ni dosegel takšne priljubljenosti, bogastva in vpliva, kot so ga imeli templjarji in Ivanovci.
Več vojaških redov so ustanovili tudi v Španiji in na Portugalskem: Alcántara (1175), Calatrava (1158) in Red svetega Jakoba z mečem (1175). Njihova glavna naloga je bila borba proti Saracenom in osvobajanje kristjanov iz mavrskega ujetništva  (Mercedarios (1218)). 
Nekaj viteških redov so kasneje ustanovili tudi evropski vladarji. Veliki mojster reda je bil običajno kar sam vladar, v red pa je sprejemal predvsem svoje sorodnike in pripadnike visokega plemstva, ki jih je hotel nagraditi za posebne zasluge. Takšni redovi so se v srednjem veku imenovali  ordines torquati, ker so njihovi pripadniki insignije svojega reda stalno nosili obešene okoli vratu. Med takšne redove spadata angleški Red hlačne podveze (Order of the Garter), ki je bil ustanovljen leta 1348 in burgundski Red zlatega runa (Toison d'or ali Toisón de oro), ki je bil ustanovljen leta 1429.

## Zgodovinski pomen vojaških redov
Vojaški redovi so od leta 1128 do končne izgube Svete dežele leta 1291 igrali  pomembno vlogo v vseh križarskih vojnah. Izjema sta bili četrta križarska vojna, v kateri so križarji leta 1204 osvojili Bizanc, in križarska vojna proti albižanom v južni Franciji (1212-1255). 

## Seznam vojaških redov

### Redovi, ki so bili ustanovljeni v Sveti deželi
- Hospitalci (Red bolnišnice sv. Janeza, ivanovci, Malteški vitezi), red, ki je bil ustanovljen okrog leta 1070 v Jeruzalemu. Papež Pashal II. ga je priznal leta 1113.
- Templjarji (Red siromašnih vitezov Kristusa in  Salomonovega templja, vitezi templjarji), prvi poponoma vojaški red, ustanovljen leta 1118.
- Lazaristi (Vitezi svetega Lazarja Jeruzalemskega), viteški red, ki je nastal v zgodnjem 12. stoletju. Ustanovili so ga bolničarji, ki so v Jeruzalemu zdravili kužne bolnike. Vojaški red je postal leta 1123, verjetno kot stranska veja Ivanovcev.
- Red Montjoje, ustanovljen okrog leta 1180.
- Tevtonci (Vitezi bolnišnice svete Marije Jeruzalemske, tevtonski vitezi, Deutscher Orden), nemški vojaški red, ustanovljen leta 1190 ali 1191 v Akonu. Papež ga je potrdil leta 1198.
- Vitezi sv. Tomaža (Hospitalci sv. Tomaža Canterburyjskega v Akonu), ustanovljen leta 1191. Vojaški red je postal leta 1217.

### Redovi, ki so bili ustanovljeni v Evropi

#### Iberski polotok
- Red Calatrave, ustanovljen v Španiji leta 1158.
- Red Santijaga (Vitezi svetega Jakoba z mečem), ustanovljen v Španiji leta 1170 ali 1175.
- Red Alkantare, ustanovljen v Španiji leta 1175.
- Vitezi Aviza, portugalski red, ustanovljen leta 1176.
- Red Monfragüe, ustanovljen leta 1196.
- Red sv. Jordija d'Alfamskega (Red sv. Jurija Alfamskega), ustanovljen leta 1201. Kasneje se je združil z Monteškim redom.
- Red Blažene milostne device Marije, ustanovljen leta 1261.
- Red Svete Marije Španske, španski pomorski vojaški red, ustanovljen leta 1275.
- Red Montese, ustanovljen leta 1317 iz premoženja templjarskih vitezov v Kraljevini Valenciji. Prvi redovniki so prišli iz Reda Alcatrave.
- Kristusov red (Red vitezov našega Gospoda Jezusa Kristusa), portugalski vojaški red, ustanovljen leta 1318 iz premoženja vitezov templjarjev, ki so ga imeli na Portugalskem. Prvi veliki mojster je prišel iz Aviškega reda.

#### Baltik
- Litvanski bratje meča, ustanovljen leta 1202. Leta 1237 se je pridružil tevtonskemu redu in je od takrat znan kot Litvanski red.
- Dobrzyński red, ustanovljen leta 1216. Leta 1228 se je vključil v tevtonski red.

#### Occitanija (južna Francija)
- Milica vere Jezusa Kristusa, ustanovljena leta 1121 v Languedocu.
- Red vere in miru, ustanovljen leta 1231 v Gaskonji.

#### Italija
- Milica vere Jezusa Kristusa, ustanovljena leta 1233 v Lombardiji.
- Red Blažene device Marije, ustanovljen leta 1261 v Lombardiji.

### Redovi, ki so bili ustanovljeni kasneje (14.-16. stoletje)
- Red Svetega groba, ki je bil bolj vojaška bratovščina kot red, ustanovljen leta 1342.
- Red zmaja, ustanovljen na Madžarskem leta 1408. Njegov cilj je bil zaustavitev prodiranja Turkov v Evropo.
- Red naše betlehemske gospe, ustanovljen leta 1459.
- Vitezi svetega Jurija, ustanovljen v Avstriji leta 1464.
- Red svetega Štefana, ustanovljen leta 1561.  Toskanski pomorski vojaški red, katerega namen je bil okrepiti red ivanovcev.
- Red svetega Duha, ustanovljen v Franciji leta 1578.